# Brüsel
Brüsel est le cinquième album de la série Les Cités obscures.

## Synopsis
Ardent défenseur du progrès, le fleuriste Constant Abeels vit à Brüsel, à l’aube d’une révolution technologique qui devrait voir, avec l’avènement du plastique, la fin des miasmes malsains et de la dégradation des végétaux. 
Une malencontreuse coupure d’eau oblige Constant à retarder la réouverture de sa boutique. Au palais des Trois Pouvoirs où il se met en quête de son dossier, il est frappé par la beauté sensuelle de Tina, une employée très compréhensive. Ensemble, ils vont découvrir la maquette du nouveau Brüsel, projet d’un entrepreneur mégalomane, Freddy De Vrouw…

### Documentation
- Évariste Blanchet, « Brusel », Critix, no 0,‎ 1992/93, p. 11-12.